# 比爾·福斯特
比爾·福斯特（英語：Bill Foster；1955年10月7日—）是美国的一位物理学家、商人和政治人物。自2013年開始，他是伊利诺伊州第11選舉區選出的聯邦眾議員。他的黨籍是民主黨。在2008年至2011年，他是伊利諾州第14選區的眾議員。